# Nam Yuen (huyện)
Nam Yuen (tiếng Thái: น้ำยืน) là huyện (amphoe) cực nam của tỉnh Ubon Ratchathani, đông bắc Thái Lan.

## Lịch sử
Chính quyền đã lập tiểu huyện ngày 17 tháng 3 năm 1969 thông qua việc tách 4 tambon Song, Ta Kao, Yang và Dom Pradit. Đơn vị này đã được nâng cấp thành huyện ngày 29 tháng 3 năm 1974.

## Địa lý
Các huyện giáp ranh (từ phía tây theo chiều kim đồng hồ) là: Nam Khun, Det Udom, Na Chaluai của tỉnh Ubon Ratchathani, tỉnh Champasak của Lào và tỉnh Preah Vihear của Campuchia.
Nguồn nước quan trọng ở huyện này là sông Dom Yai.

## Hành chính
Huyện này được chia thành 7 phó huyện (tambon), các đơn vị này lại được chia ra thành 92 làng (muban). Nam Yuen là một thị trấn (thesaban tambon) nằm trên một phần của tambon Song and Si Wichian. Có 7 Tổ chức hành chính tambon.
| STT. | Tên        | Tên Thái  | Số làng | Dân số |  |
| ---- | ---------- | --------- | ------- | ------ |  |
| 1.   | Song       | โซง       | 10      | 7.775  |  |
| 3.   | Yang       | ยาง       | 12      | 7.548  |  |
| 4.   | Dom Pradit | โดมประดิษฐ์ | 17      | 15.771 |  |
| 6.   | Bu Pueai   | บุเปือย     | 15      | 8.939  |  |
| 7.   | Si Wichian | สีวิเชียร    | 14      | 14.354 |  |
| 9.   | Yang Yai   | ยางใหญ่    | 12      | 6.055  |  |
| 11.  | Kao Kham   | เก่าขาม    | 12      | 7.199  |  |

Các con số không có trong bảng này là tambon nay tạo thành huyện Nam Khun